# Palacio de Justicia de los Estados Unidos Sandra Day O'Connor
El Palacio de Justicia de los Estados Unidos Sandra Day O'Connor es un tribunal en 401 West Washington Street en Phoenix, la capital del estado de Arizona (Estados Unidos). Debe su nombre a Sandra Day O'Connor, quien se desempeñó como Jueza Asociada de la Corte Suprema de los Estados Unidos desde el 21 de septiembre de 1981 hasta el 31 de enero de 2006. Fue diseñado por Richard Meier e inaugurado en 2000.

## Descripción
El edificio alberga el Tribunal de Distrito de los Estados Unidos para el Distrito de Arizona y también alberga a los Jueces de Circuito William C. Canby Jr, Michael Daly Hawkins, Mary H. Murguia, Mary M. Schroeder, Andrew D. Hurwitz y Barry G. Silverman de la Corte de Apelaciones del Noveno Circuito de los Estados Unidos.
Construido a un costo de 123 millones de dólares y dedicado en octubre de 2000, el edificio fue defendido por el juez de distrito senior de los Estados Unidos, Robert C. Broomfield. Fue diseñado por el arquitecto Richard Meier, con arquitectos ejecutivos locales de Langdon Wilson Architecture en Phoenix. El edificio tiene el estilo monocromático característico de Meier. Con seis pisos de altura, abarca más de 51 000 m². El atrio público del edificio cuenta con un muro cortina de vidrio de seis pisos en la cara norte, y contiene una sala de audiencias obra de James Carpenter, un artista y diseñador de luces estadounidense. No hay estacionamiento público.

### Problemas de control climático
Aunque es parte de la iniciativa de la Administración de Servicios Generales para llevar la excelencia en el diseño a los edificios públicos, el edificio ha estado plagado de problemas de control de clima con su sistema de enfriamiento por evaporación. Se sabe que las temperaturas en el atrio han llegado a alcanzar los 37,8 °C en el verano, y en sus primeros tiempos nada había que contuviese las tormentas de polvo fuera.